# Variabel kalknetje
Het variabel kalknetje (Badhamia macrocarpa) is een slijmzwam die behoort tot de familie Physaraceae. Het leeft saprotroof op in bossen op dood hout en schors.

## Kenmerken

### Uiterlijke kenmerken
Meestal heeft het sporangia en soms een beperkt aantal korte plasmodiocarpen. Ze staan verspreid of dicht bij elkaar. Ze zijn zittend of kort gesteeld. De steel, indien aanwezig, is geel, donkerder aan de basis, gegroefd, recht opstaand of submembranoos en liggend. De vruchtlichamen hebben een diameter van 0,5 tot 1,0 mm. De kleur is wit of grijs, aan de voet heeft het een geelachtige of bruine kleur en het oppervlak is ruw. Het hypothallus is vliezig en onopvallend. Door kalk kan het hypothallus een wit of lichtgrijze kleur krijgen. Het peridium gaat onregelmatig open en is bedekt met witte kalk.
Het plasmodium is wit of geel.

### Microscopische kenmerken
De sporen zijn in bulk zwart en met doorvallend licht bruin (donker paarsbruin). De diameter is 11–12 µm (12 tot 18 µm) en ze zijn bezet met donkere wratjes. De columella is kalkachtig, met grote knopen, vaak enigszins fysiroid. 

## Verspreiding
Het variabel kalknetje heeft een wereldwijde spreiding en komt voor op alle continenten.
In Nederland komt het vrij zeldzaam voor. Het staat niet op de rode lijst en is niet bedreigd.